# 앙토니 로드리게즈
앙토니 로드리게즈(프랑스어: Anthony Rodriguez, 1979년 11월 4일~)는 프랑스의 전직 유도 선수이다. 2008년 하계 올림픽에 참가했고 세계 선수권 대회에서 은메달 1개를 획득했다.